# Анна Крус
Анна Крус (ісп. Anna Cruz, нар. 27 жовтня 1986) — іспанська баскетболістка, срібна призерка Олімпійських ігор 2016 року.

## Виступи на Олімпіадах
| Олімпіада           | Дисципліна | Місце |
| ------------------- | ---------- | ----- |
| Ріо-де-Жанейро 2016 | баскетбол  | 2     |

## Зовнішні посилання
- Анна Крус — олімпійська статистика на сайті Sports-Reference.com (англ.) (архівна версія)

1. 1 2 3  http://competiciones.feb.es/estadisticas/Jugador.aspx?i=564852&c=221823&med=0
2. ↑  https://elpais.com/deportes/2021-01-11/anna-cruz-dice-basta-a-la-familia-no-se-la-trata-asi.html